# Needle in a Timestack
Needle in a Timestack ist ein romantisches Science-Fiction-Drama von John Ridley, das im Oktober 2021 in die US-Kinos kam. Der Film basiert auf einer gleichnamigen Kurzgeschichte von Robert Silverberg.

## Handlung
In naher Zukunft. Nick und Janine sind glücklich verheiratet. Eines Tages beginnt Janines Exehemann jedoch die Zeitlinie zu verändern. Nachdem es ihm gelingt, in der Vergangenheit die Beziehung von Nick und seiner Freundin zu College-Zeiten zu zerstören, hat dies auch Auswirkungen auf sein Leben im Heute.

## Produktion
Die gleichnamige Kurzgeschichte von Robert Silverberg, auf der der Film basiert, wurde erstmals in der Juni-Ausgabe 1983 des Playboy veröffentlicht. Silverberg hatte bereits 1966 bei Ballantine Books eine Sammlung von zehn Kurzgeschichten unter demselben Titel veröffentlicht und beschloss, den Titel für diese Geschichte beizubehalten.
Regie führte John Ridley, der auch Silverbergs Kurzgeschichte adaptierte. Ridley war 2014 für das Drehbuch zum Film 12 Years a Slave mit einem Oscar ausgezeichnet worden. Nach The Hunt und Jimi: All Is By My Side handelt es sich um seine dritte Regiearbeit bei einem Spielfilm.
In den Hauptrollen sind Orlando Bloom als Tommy Hambleton, Cynthia Erivo als dessen Exehefrau Janine und Leslie Odom Jr. als deren jetziger Ehemann Nick Mikkelsen zu sehen. Freida Pinto spielt Alex Leslie, Nicks Exfreundin aus College-Zeiten.
Der Film kam am 15. Oktober 2021 in die US-Kinos. Ab diesem Zeitpunkt wird der Film auch als Video-on-Demand angeboten. 
In den USA erhielt der Film von der MPAA ein R-Rating, was einer Freigabe ab 17 Jahren entspricht.

## Rezeption
Die Kritiken fielen laut Review-Aggregator Rotten Tomatoes gemischt aus.